# Pairing
Il termine pairing indica quel processo di reciproco riconoscimento che spesso si attua quando due dispositivi Bluetooth vengono collegati. Consiste nello scambio e verifica di un codice d’identificazione al fine di autorizzare lo scambio di dati tra i dispositivi stessi.
I pairing più usati in ambito IBC (Identity Based Cryptosystems) sono quelli di Weil e Tate‐Lichtenbaum.

## Curiosità
- I pairing furono inizialmente usati per violare sistemi ECC[non chiaro].
- La prima applicazione non malevola fu il primo schema di IBE (Identity Based Encription), di Bonehe Franklin (2001).